# House of Cosbys
House of Cosbys è una sitcom animata statunitense creata da Justin Roiland per il festival cinematografico Channel 101.

## Trama
La serie è incentrata su Mitchell Reynolds, un ragazzo che costruisce una macchina duplicatrice per clonare il suo comico preferito, Bill Cosby.

## Accoglienza

### Critica
Erik Adams del The A.V. Club ha recensito la sitcom, definendola, "uno spettacolo esilarante finito troppo presto".